# Mads Grønlund Dinesen
Mads Grønlund Dinesen (født i 1991) er en dansk kendis og bedrager

## Opvækst
Mads Dinesen er opvokset i Emdrup i København.[kilde mangler]

## Forretning
Mads Dinesen blev kendt for offentligheden som jetsetter og natklubejer, efter Børsen i april 2011 bragte en artikel om hans køb af natklubben NASA, som han også blev adm. direktør for.[kilde mangler]

### Bedrageri
I juni 2014 blev Mads Dinesen imidlertid dømt 30 måneders ubetinget fængsel for bedrageri og dokumentfalsk for 34,8 millioner kroner.

## TV
Mads Dinesen har desuden medvirket i TV-programmerne Kræsne Købere sæson 1 (2013), Kræsne Købere(efter 3 episoder blev han redigeret ud)
, Mit bedrageri til skræk og advarsel (2016) og Til middag hos sæson 5 (2016).[kilde mangler]